# 2023年贵州盘州煤矿事故
2023年贵州盘州煤矿事故，是2023年9月24日上午8时10分在贵州省盘州市盘关镇山脚树煤矿发生的火灾。初步判断为运输胶带起火，导致16人死亡，3人受伤，直接经济损失4233.82万元。发生事故的煤矿为A股上市公司国营企业贵州盘江精煤股份有限公司旗下煤矿，公司全名为贵州盘江精煤有限公司山脚树煤矿，成立于1998年，是一家从事煤炭开采和选洗业为主的企业。

## 处理结果
2023年9月25日，中国国务院安委会决定，对该起事故查处进行挂牌督办。2024年9月24日，贵州省召开山脚树煤矿“9·24”重大火灾事故警示教育视频会，共对75名责任人员进行追责问责，建议对山脚树矿罚款1500万元。